# تاتویی
تاتویی (به پرتغالی: Tatuí) یک شهرستان در برزیل است که در ایالت سائو پائولو واقع شده‌است. تاتویی ۵۲۳٫۷۵ کیلومتر مربع مساحت و ۱۱۶٬۶۸۲ نفر جمعیت دارد.